# Alchemilla norica
Alchemilla norica är en rosväxtart som beskrevs av Fröhner. Alchemilla norica ingår i släktet daggkåpor, och familjen rosväxter. Inga underarter finns listade i Catalogue of Life.